# 2548 Leloir
2548 Leloir је астероид главног астероидног појаса са средњом удаљеношћу од Сунца која износи 2,632 астрономских јединица (АЈ).
Апсолутна магнитуда астероида је 12,8.